# Anatemnus rotundus
Anatemnus rotundus es una especie de arácnido del orden Pseudoscorpionida de la familia Atemnidae.

## Distribución geográfica
Se encuentra en Nicobar (India).